# Recebedores da Cruz de Cavaleiro da Cruz de Ferro: P
A Cruz de Cavaleiro da Cruz de Ferro (em alemão:  Ritterkreuz des Eisernen Kreuzes) foi a maior condecoração militar concedida pela Alemanha Nazi durante a Segunda Guerra Mundial. Era concedida a militares de todas as patentes, deste um soldado até um Marechal de Campo e por diversos motivos que incluíam os atos de bravura de um soldado em batalha, um piloto de caça por ter abatido um número significativo de aeronaves inimigas e o hábil comando das tropas durante a batalha. Os condecorados eram enaltecidos pela propaganda alemã, tendo eles recebido grande atenção por parte da publicidade. Eram vendidos, por exemplo, porta retratos com as fotos dos últimos condecorados. Eles ainda eram convidados a discursar aos trabalhadores das fábricas envolvidas no esforço de guerra.
Desde a sua primeira condecoração concedida no dia 30 de setembro de 1939, até a sua última condecoração no dia 17 de junho de 1945, ela foi entregue a 7321 soldados. O número de condecorados é baseado na análise da comissão dos Recebedores da Cruz de Cavaleiro (AKCR). Foi concedida para os três ramos da Wehrmacht: Heer (exército terrestre alemão), Luftwaffe (força aérea) e Kriegsmarine (marinha) além da Waffen-SS, Reichsarbeitsdienst (serviço de trabalho do Reich) e Volkssturm (milícia nacional). Além dos soldados alemães, a condecoração também foi concedida para 43 estrangeiros, aliados do Terceiro Reich.
Walther-Peer Fellgiebel, que foi o ex-presidente e chefe da comissão de ordem do AKCR, escreveu um livro no ano de 1986 onde listou os condecorados com a Cruz de Cavaleiro, intitulado: Die Träger des Ritterkreuzes des Eisernen Kreuzes 1939–1945 — Die Inhaber der höchsten Auszeichnung des Zweiten Weltkrieges aller Wehrmachtsteile — Os portadores da Cruz de Cavaleiro da Cruz de Ferro 1939-1945 - Os proprietários do maior prêmio da Segunda Guerra Mundial de todos os ramos da Wehrmacht. Lançou a segunda edição de seu livro no ano de 1996, onde retirou 11 condecorados da lista original. Já o autor e historiador Veit Scherzer lançou tem dúvida sobre a condecoração de 193 dos listados, a maioria destes condecorados no ano de 1945, quando os acontecimentos dos últimos dias do Terceiro Reich deixaram um número de indicações incompletas e até várias fases do processo de aprovação estavam incompletas. O livro escrito por Scherzer foi em cooperação com o Arquivo Federal da Alemanha. Este livro foi escolhido pelo professor Dr. Franz W. Seidler para a Universidade da Bundeswehr de Munique e Deutsche Dienststelle (WASt), sendo considerado como uma referência aceita nestes dois lugares.

## Criação
A Cruz de Cavaleiro da Cruz de Ferro e seus graus mais altos foram baseados em quatro diferentes decretos. O primeiro decreto Reichsgesetzblatt I S. 1573 de 1 de setembro de 1939 instituiu a Cruz de Ferro (Eisernes Kreuz) e Cruz de Cavaleiro da Cruz de Ferro e a Grande Cruz da Cruz de Ferro (Großkreuz des Eisernen Kreuzes). O segundo artigo do decreto especifica que para ser condecorado com uma classe superior deveria ser primeiramente condecorado com todas as classe precedentes. Com o progresso da guerra, alguns do condecorados foram se destacando, sendo necessária um novo grau da condecoração, sendo então instituído no dia 3 de junho de 1940 o decreto Reichsgesetzblatt I S. 849 que criou a Cruz de Cavaleiro da Cruz de Ferro com Folhas de Carvalho.
Foram criados no dia 28 de setembro de 1941 dois graus da Cruz de Cavaleiro com o decreto Reichsgesetzblatt I S. 613, a Cruz de Cavaleiro da Cruz de Ferro com Folhas de Carvalho e Espadas Ritterkreuz des Eisernen Kreuzes mit Eichenlaub und Schwertern e a Cruz de Cavaleiro da Cruz de Ferro com Folhas de Carvalho, Espadas e Diamantes Ritterkreuz des Eisernen Kreuzes mit Eichenlaub, Schwertern und Brillanten. No final de 1944 o último grau da Cruz de Cavaleiro, a Cruz de Cavaleiro da Cruz de Ferro com Folhas de Carvalho Douradas, Espadas e Diamantes Ritterkreuz des Eisernen Kreuzes mit goldenem Eichenlaub, Schwertern und Brillanten a condecoração foi criada com o decreto Reichsgesetzblatt 1945 I S. 11 de 29 de dezembro de 1944.

## Condecorados
Aqui estão listados 324 condecorados com a Cruz de Cavaleiro da Cruz de Ferro da Wehrmacht e Waffen-SS, cujos sobrenomes se iniciam com a letra "P", estando ordenados em ordem alfabética pelo sobrenome. Destes, 32 foram mais tarde condecorados com a Cruz de Cavaleiro da Cruz de Ferro com Folhas de Carvalho e seis com a Cruz de Cavaleiro da Cruz de Ferro com Folhas de Carvalho e Espadas; 32 condecorações foram feitas de maneiro póstuma. Foram condecorados 208 membros do Heer, incluíndo um do Volkssturm, 77 da Luftwaffe, 15 da Kriegsmarine e 24 da Waffen-SS.
| Nome                               | Serviço      | Patente                                                       | Ocupação e unidade                                                                                 | Data de condecoração     | Notas                                                                             | Imagem |
| ---------------------------------- | ------------ | ------------------------------------------------------------- | -------------------------------------------------------------------------------------------------- | ------------------------ | --------------------------------------------------------------------------------- | --- |
| Karl Pabst                         | Heer         | Hauptmann                                                     | Comandante do III./Gebirgs-Artillerie-Regiment 112                                                 | 4 de novembro de 1943    | —                                                                                 | — |
| Karl Pabst                         | Heer         | Hauptmann                                                     | Chief do 3./Pionier-Bataillon 296                                                                  | 19 de dezembro de 1943   | —                                                                                 | — |
| Kurt Pabst                         | Heer         | Hauptmann da reserva                                          | Comandante do Divisions-Füsilier-Bataillon (A.A.) 81                                               | 13 de abril de 1944*     | 10 de março de 1944                                                               | — |
| Alois Pacher                       | Heer         | Oberstleutnant                                                | Comandante do Grenadier-Regiment 222                                                               | 5 de março de 1945       | —                                                                                 | — |
| Gerhard Pade?                      | Luftwaffe    | Major                                                         | Comandante do I./Fallschirmjäger-Regiment 4                                                        | 30 de abril de 1945      | —                                                                                 | — |
| Arno Paege                         | Heer         | Hauptmann da reserva                                          | Chief do 13.(IG)/Grenadier-Regiment 461                                                            | 27 de julho de 1944      | —                                                                                 | — |
| Otto Paegelow                      | Heer         | Unteroffizier                                                 | Líder de Grupo no 2./Füsilier-Bataillon 719                                                        | 8 de fevereiro de 1945   | —                                                                                 | — |
| Heinrich Paepcke+                  | Luftwaffe    | Oberleutnant                                                  | Staffelkapitän do 7./Kampfgeschwader 30                                                            | 5 de setembro de 1940    | 154. Folhas de Carvalho 19 de dezembro de 1942                                    | — |
| Heinz Paetow                       | Heer         | Oberfeldwebel                                                 | Líder de pelotão no 6./Grenadier-Regiment 132                                                      | 17 de dezembro de 1942   | —                                                                                 | — |
| Otto Paetsch+                      | Waffen-SS    | SS-Obersturmbannführer                                        | Comandante do SS-Panzer-Regiment 10 "Frundsberg"                                                   | 23 de agosto de 1944     | 820. Folhas de Carvalho 5 de abril de 1945                                        | — |
| Erich Pätz                         | Luftwaffe    | Oberfeldwebel                                                 | Piloto no 7./Schlachtgeschwader 2 "Immelmann"                                                      | 29 de fevereiro de 1944  | —                                                                                 | — |
| Georg Pagel                        | Heer         | Oberleutnant                                                  | Chief do schwere Panzer-Jäger-Kompanie 1558                                                        | 28 de março de 1945      | —                                                                                 | — |
| Karl Pakebusch                     | Volkssturm   | Batallionsführer im Volkssturm (rank equivalent to Hauptmann) | Volkssturm Berlin-Wedding                                                                          | 27 de abril de 1945      | —                                                                                 | — |
| Harry Paletta                      | Waffen-SS    | SS-Obersturmführer                                            | Chief do SS-Sturmgeschütz-Batterie 1007 "Prinz Eugen"                                              | 26 de novembro de 1944*  | Morto em combate 17 de novembro de 1944                                           | — |
| Karl Palmgreen+                    | Kriegsmarine | Korvettenkapitän da reserva                                   | Comandante do Sperrbrecher IX e I                                                                  | 3 de agosto de 1941      | 523. Folhas de Carvalho 11 de julho de 1944                                       | — |
| Ferdinand Pampus                   | Heer         | Oberleutnant                                                  | Chief do 14./Infanterie-Regiment 6                                                                 | 16 de fevereiro de 1942* | Morto em combate 13 de fevereiro de 1942                                          | — |
| Alfred Pandel                      | Heer         | Hauptmann                                                     | Líder do I./Grenadier-Regiment 84                                                                  | 19 de dezembro de 1943*  | Morto em combate 20 de outubro de 1943                                            | — |
| Herbert Panknin                    | Kriegsmarine | Kapitänleutnant (Ing.)                                        | Chief engineer on U-106                                                                            | 4 de setembro de 1943    | —                                                                                 | — |
| Georg Pankow                       | Heer         | Obergefreiter                                                 | Heavy machine Líder de armas do 2./Grenadier-Regiment 338                                          | 31 de março de 1943      | —                                                                                 | — |
| Dr. med. dent. Werner Pankow       | Heer         | Hauptmann da reserva                                          | Líder do II./Infanterie-Regiment 151                                                               | 20 de setembro de 1941   | —                                                                                 | — |
| Rudolf Pannier                     | Waffen-SS    | Major do Schupo                                               | Comandante do I./SS-Polizei-Schützen-Regiment 2                                                    | 11 de maio de 1942       | —                                                                                 | Black-and-white portrait of a man in semi profile wearing a military uniform with an Iron Cross displayed at his neck.                            |
| Helmuth von Pannwitz+              | Heer         | Oberstleutnant                                                | Comandante do Aufklärungs-Abteilung 45                                                             | 4 de setembro de 1941    | 167. Folhas de Carvalho 23 de dezembro de 1942                                    | — |
| Werner Panse                       | Luftwaffe    | Oberleutnant                                                  | Staffelführer do 9./Schlachtgeschwader 1                                                           | 4 de maio de 1944        | —                                                                                 | — |
| Kurt Pantel                        | Heer         | Hauptmann                                                     | Chief do 8.(MG)/Infanterie-Regiment 96                                                             | 7 de agosto de 1942*     | Morreu devido a ferimentos no dia 23 de maio de 1942                              | — |
| Dr. jur. Karl Pantzlaff            | Heer         | Major da reserva                                              | Comandante do III./Panzer-Artillerie-Regiment 2                                                    | 8 de agosto de 1943      | —                                                                                 | — |
| Peter Panusch                      | Heer         | Feldwebel                                                     | Líder de pelotão no 1./Grenadier-Regiment 286                                                      | 26 de fevereiro de 1945  | —                                                                                 | — |
| Albert Panzenhagen                 | Heer         | Oberstleutnant                                                | Comandante do Panzergrenadier-Regiment 361                                                         | 2 de outubro de 1942     | —                                                                                 | — |
| Fred Papas                         | Waffen-SS    | SS-Untersturmführer                                           | Líder de Companhia do SS-Panzer-Aufklärungs-Abteilung 17 "Götz von Berlichingen"                   | 27 de dezembro de 1944   | —                                                                                 | — |
| Günther Pape+                      | Heer         | Major                                                         | Comandante do Kradschützen-Bataillon 3                                                             | 10 de fevereiro de 1942  | 301st Folhas de Carvalho 15 de setembro de 1943                                   | Black-and-white portrait of a man wearing a military uniform with an Iron Cross displayed at his neck, his dark hair is combed back.              |
| Kurt-Albert Pape                   | Luftwaffe    | Hauptmann                                                     | Staffelkapitän do 3./Sturzkampfgeschwader 5                                                        | 20 de junho de 1943      | —                                                                                 | — |
| Walter Pape                        | Heer         | Unteroffizier                                                 | Líder de Grupo no 5./Infanterie-Regiment 211                                                       | 7 de março de 1941       | —                                                                                 | — |
| Werner Pape                        | Heer         | Hauptmann                                                     | Comandante do Feldersatz-Bataillon 158                                                             | 5 de março de 1945       | —                                                                                 | — |
| Josef Papesch                      | Heer         | Feldwebel                                                     | Líder de Pelotão do Radfahrzug (bicycle platoon) in Grenadier-Regiment 2                           | 7 de março de 1944       | —                                                                                 | — |
| Gerhard Papst                      | Heer         | Rittmeister                                                   | Líder do Panzer-Aufklärungs-Abteilung 13                                                           | 15 de janeiro de 1945    | —                                                                                 | — |
| Willi Pardon                       | Heer         | Wachtmeister                                                  | Líder de pelotão no 1./Aufklärungs-Abteilung 15                                                    | 9 de dezembro de 1944    | —                                                                                 | — |
| Heinrich Parisius                  | Luftwaffe    | Feldwebel                                                     | Piloto no 12.(H)/Aufklärungs-Gruppe 13                                                             | 18 de novembro de 1944   | —                                                                                 | — |
| Werner Paschke                     | Heer         | Oberleutnant da reserva                                       | Chief do 3./Grenadier-Regiment 161                                                                 | 19 de agosto de 1944     | —                                                                                 | — |
| Heinrich Pasold                    | Heer         | Oberleutnant da reserva                                       | Chief do 4./Gebirgsjäger-Regiment 13                                                               | 10 de setembro de 1944   | —                                                                                 | — |
| Hans Passegger                     | Heer         | Unteroffizier                                                 | Líder de esquadrão do Nachrichtenstaffel (news or information squadron) II./Grenadier-Regiment 480 | 27 de agosto de 1943     | —                                                                                 | — |
| Eberhard Pasternack                | Heer         | Oberleutnant da reserva                                       | Líder do 7./Infanterie-Regiment 506                                                                | 22 de setembro de 1941   | —                                                                                 | — |
| Arthur Pasternak                   | Heer         | Oberleutnant da reserva                                       | Chief do 2./Pionier-Bataillon 8 (motorizado)                                                       | 24 de março de 1943      | —                                                                                 | — |
| Walter Patry                       | Luftwaffe    | Feldwebel                                                     | Piloto no 3.(F)/Aufklärungs-Gruppe 22                                                              | 28 de fevereiro de 1945* | janeiro de 1945                                                                   | — |
| Dr. Horst Patuschka                | Luftwaffe    | Hauptmann                                                     | Gruppenkommandeur do II./Nachtjagdgeschwader 2                                                     | 10 de maio de 1943*      | Morto em combate 6 de março de 1943                                               | — |
| Ernst Paukner                      | Heer         | Hauptmann da reserva                                          | Tasked with the leadership do II./Grenadier-Regiment 407                                           | 18 de julho de 1944      | —                                                                                 | — |
| Friedrich-Karl Paul                | Kriegsmarine | Korvettenkapitän                                              | Chief do 2. Torpedobootflottille                                                                   | 4 de março de 1945       | —                                                                                 | — |
| Hugo Paul                          | Luftwaffe    | Hauptmann                                                     | Líder do Fallschirmjäger-Bataillon Paul                                                            | 18 de novembro de 1944   | —                                                                                 | — |
| Karl Paul                          | Heer         | Hauptmann da reserva                                          | Líder do I./Grenadier-Regiment 1073                                                                | 20 de outubro de 1944*   | Morto em combate 3 de setembro de 1944                                            | — |
| Wilhelm Paul                       | Heer         | Unteroffizier                                                 | do Kampfgruppe Wach-Regiment "Großdeutschland" do fortress Berlin                                  | 25 de abril de 1945      | —                                                                                 | — |
| [Dr.] Rolf Pauls                   | Heer         | Major im Generalstab (do General Staff)                       | Ia (oficial de operações) do 363. Volksgrenadier Division                                          | 18 de novembro de 1944   | —                                                                                 | — |
| Werner Pauls                       | Heer         | Oberleutnant                                                  | Chief do 9./Infanterie-Regiment 45                                                                 | 23 de novembro de 1941   | —                                                                                 | — |
| Karl-agosto Paulsen                | Luftwaffe    | Oberleutnant                                                  | Staffelkapitän do 9./Kampfgeschwader 30                                                            | 29 de fevereiro de 1944  | —                                                                                 | — |
| Friedrich Paulus+                  | Heer         | General der Panzertruppe                                      | Commander-in-Chief do 6. Armee                                                                     | 26 de agosto de 1942     | 178. Folhas de Carvalho 15 de janeiro de 1943                                     | Black-and-white portrait of a man in semi profile wearing a military uniform with an Iron Cross displayed at his neck.                            |
| Dr. rer. pol. Walter Walter Paulus | Heer         | Leutnant da reserva                                           | Líder do 3./Panzer-Jäger-Abteilung 263                                                             | 31 de março de 1942      | —                                                                                 | — |
| Heinz Paulussen                    | Heer         | Hauptmann                                                     | Líder do Panzer-Aufklärungs-Abteilung 18                                                           | 18 de setembro de 1943*  | Morto em combate 7 de setembro de 1943                                            | — |
| Joseph Pausinger                   | Heer         | Oberstleutnant da reserva                                     | Comandante do Infanterie-Regiment 339                                                              | 16 de fevereiro de 1942  | —                                                                                 | — |
| Wilhelm Peek                       | Heer         | Major                                                         | Comandante do II./Grenadier-Regiment 953                                                           | 4 de outubro de 1944     | —                                                                                 | — |
| Adolf Peichl                       | Waffen-SS    | SS-Hauptscharführer                                           | Líder de pelotão no 12.(gepanzert)/SS-Panzergrenadier-Regiment 4 "Der Führer"                      | 16 de outubro de 1944    | —                                                                                 | — |
| Friedrich Pein                     | Heer         | Oberjäger                                                     | atirador de elite do 2./Jäger-Regiment 227                                                         | 28 de fevereiro de 1945  | —                                                                                 | — |
| Joachim Peiper+                    | Waffen-SS    | SS-Sturmbannführer                                            | Comandante do III.(gepanzert)/SS-Panzergrenadier-Regiment 2 "Leibstandarte SS Adolf Hitler"        | 9 de março de 1943       | 377. Folhas de Carvalho 27 de janeiro de 1944 119th Espadas 11 de janeiro de 1945 | A man wearing a military uniform, peaked cap e a neck order do shape of a cross. His cap has an emblem in shape of a human skull e crossed bones. |
| Herbert Peitsch                    | Luftwaffe    | Gefreiter                                                     | Rifle grenade launcher do 7./Fallschirmjäger-Regiment 6                                            | 29 de outubro de 1944*   | Morreu devido a ferimentos no dia 30 de julho de 1944                             | — |
| Wolfdietrich Peitsmeyer            | Luftwaffe    | Oberleutnant                                                  | Staffelkapitän do 6.(S)/Lehrgeschwader 2                                                           | 21 de julho de 1940      | —                                                                                 | — |
| Dietrich Pekrun                    | Luftwaffe    | Oberleutnant                                                  | Piloto e adjutant do I./Sturzkampfgeschwader 2 "Immelmann"                                         | 22 de junho de 1941      | —                                                                                 | — |
| Richard Pellengahr                 | Heer         | Generalleutnant                                               | Comandante do 196. Infanterie-Division                                                             | 9 de maio de 1940        | —                                                                                 | — |
| Dietrich Peltz+                    | Luftwaffe    | Oberleutnant                                                  | Staffelkapitän do 1./Sturzkampfgeschwader 3                                                        | 14 de outubro de 1940    | 46. Folhas de Carvalho 31 de dezembro de 1941 31st Espadas 23 de julho de 1943    | — |
| Erich Pelz                         | Heer         | Oberfeldwebel                                                 | Líder de pelotão no 5./Panzergrenadier-Regiment 10                                                 | 6 de outubro de 1944     | —                                                                                 | — |
| Jakob Pelzer                       | Heer         | Gefreiter                                                     | do 1./Infanterie-Regiment 61                                                                       | 15 de janeiro de 1942    | —                                                                                 | — |
| Max-Josef Pemsel                   | Heer         | Generalmajor                                                  | Comandante da 6. Gebirgs-Division                                                                  | 9 de dezembro de 1944    | —                                                                                 | — |
| Oskar Penkert                      | Heer         | Feldwebel                                                     | Líder de pelotão no 3./Panzergrenadier-Regiment 108                                                | 23 de fevereiro de 1944  | —                                                                                 | — |
| Paul Penth                         | Heer         | Major da reserva                                              | Comandante do Pionier-Regiment-Stab 677                                                            | 14 de maio de 1944       | —                                                                                 | — |
| Hans Pentzien                      | Luftwaffe    | Hauptmann da reserva                                          | Staffelkapitän do 1.(F)/Aufklärungs-Gruppe 124                                                     | 2 de fevereiro de 1945   | —                                                                                 | — |
| Werner Pergande                    | Heer         | Leutnant                                                      | Líder de Companhia in Grenadier-Regiment 108                                                       | 22 de novembro de 1943   | —                                                                                 | — |
| Joachim Persson                    | Heer         | Oberleutnant da reserva                                       | Chief do 14.(Panzerjäger)/Grenadier-Regiment 501                                                   | 26 de março de 1944*     | Morreu devido a ferimentos no dia 25 de fevereiro de 1944                         | — |
| Erwin Pesch                        | Heer         | Hauptmann                                                     | Líder do I./Grenadier-Regiment 239                                                                 | 30 de julho de 1943      | —                                                                                 | — |
| Georg Peschel?                     | Heer         | Oberfeldwebel                                                 | Líder de pelotão no 10./Jäger-Regiment 49                                                          | 11 de maio de 1945       | —                                                                                 | — |
| Rudolf Peschel                     | Heer         | Generalleutnant                                               | Comandante do 6. Luftwaffen-Feld-Division                                                          | 20 de janeiro de 1944    | —                                                                                 | — |
| Gustav Peschke                     | Heer         | Major                                                         | Comandante do II./Panzergrenadier-Regiment 394                                                     | 15 de janeiro de 1944*   | Morreu devido a ferimentos no dia 10 de dezembro de 1943                          | — |
| Otto Peschke                       | Heer         | Unteroffizier                                                 | Líder de companhia do 2./Grenadier-Regiment 132                                                    | 5 de março de 1945       | —                                                                                 | — |
| Hans-Gotthard Pestke+              | Heer         | Oberleutnant                                                  | Chief do 3./Infanterie-Regiment 176                                                                | 15 de novembro de 1941   | 311. Folhas de Carvalho 14 de outubro de 1943                                     | — |
| Ernst Pete-Nemeth                  | Heer         | Unteroffizier                                                 | Líder de esquadrão de mensageiros do II./Grenadier-Regiment 401                                    | 17 de março de 1945      | —                                                                                 | — |
| Josef Peteani                      | Luftwaffe    | Oberleutnant                                                  | Piloto no 7./Lehrgeschwader 2                                                                      | 21 de outubro de 1942*   | Morto em combate 4 de setembro de 1942                                            | — |
| Erich Peter                        | Luftwaffe    | Unteroffizier                                                 | Piloto no Stabsstaffel/Sturzkampfgeschwader 2 "Immelmann"                                          | 22 de julho de 1943      | —                                                                                 | — |
| Gerhard Peter                      | Heer         | Oberleutnant                                                  | Chief do 3./Panzer-Pionier-Bataillon 16                                                            | 15 de novembro de 1941   | —                                                                                 | — |
| Rudolf Peter                       | Heer         | Obergefreiter                                                 | Líder de Grupo no 2./Grenadier-Regiment 307                                                        | 16 de novembro de 1944   | —                                                                                 | — |
| Wilhelm Ritter und Edler von Peter | Heer         | Major                                                         | Comandante do I./Panzer-Regiment 36                                                                | 15 de julho de 1941      | —                                                                                 | — |
| Hans Peterburs                     | Luftwaffe    | Oberfeldwebel                                                 | Piloto no II./Schlachtgeschwader 4                                                                 | 25 de novembro de 1942   | —                                                                                 | — |
| Max-Eugen Petereit                 | Heer         | Oberleutnant da reserva                                       | Líder do 3./Artillerie-Regiment 240                                                                | 7 de outubro de 1942*    | Morto em combate 29 de setembro de 1942                                           | — |
| Horst-Egon Peterhänsel             | Heer         | Major                                                         | Comandante do I./Grenadier-Regiment 272                                                            | 6 de abril de 1944       | —                                                                                 | — |
| Erich Petermann                    | Heer         | Oberfeldwebel                                                 | Líder de pelotão no 4./Kradschützen-Bataillon 64                                                   | 17 de agosto de 1942     | —                                                                                 | — |
| Viktor Petermann                   | Luftwaffe    | Leutnant                                                      | Piloto no III./Jagdgeschwader 52                                                                   | 29 de fevereiro de 1944  | —                                                                                 | — |
| Alfred Peters                      | Heer         | Oberfeldwebel                                                 | Líder de pelotão no 14.(Panzerjäger)/Grenadier-Regiment 348                                        | 3 de agosto de 1944      | —                                                                                 | — |
| Josef Peters                       | Luftwaffe    | Oberleutnant                                                  | Observador no 12./Kampfgeschwader 26                                                               | 6 de abril de 1944       | —                                                                                 | — |
| Karl Peters                        | Luftwaffe    | Hauptmann                                                     | Gruppenkommandeur do II.(Kampf)/Lehrgeschwader 1                                                   | Abril de 1945            | —                                                                                 | — |
| Kurd Peters                        | Luftwaffe    | Major                                                         | Gruppenkommandeur do II.(Sturm)/Jagdgeschwader 300                                                 | 29 de outubro de 1944    | —                                                                                 | — |
| Reinhard Peters                    | Heer         | Leutnant da reserva                                           | Líder do 4./Panzer-Regiment 35                                                                     | 29 de fevereiro de 1944  | —                                                                                 | — |
| Werner Peters                      | Heer         | Oberleutnant da reserva                                       | Líder do II./Grenadier-Regiment 587                                                                | 16 de novembro de 1943   | —                                                                                 | — |
| Horst von Petersdorff              | Heer         | Hauptmann zur Verwendung (à disposição)                       | Comandante do III./Infanterie-Regiment 189                                                         | 29 de junho de 1940      | —                                                                                 | — |
| Manfred von Petersdorff            | Heer         | Major                                                         | Comandante do I./Infanterie-Regiment 529                                                           | 9 de janeiro de 1942     | —                                                                                 | — |
| Carl-agosto Petersen               | Luftwaffe    | Hauptmann                                                     | Staffelkapitän do 9./Kampfgeschwader 27 "Boelcke"                                                  | 7 de março de 1942       | —                                                                                 | — |
| Edgar Petersen                     | Luftwaffe    | Major                                                         | Gruppenkommandeur do I./Kampfgeschwader 40                                                         | 21 de outubro de 1940    | —                                                                                 | Black-and-white portrait of a man wearing a military uniform with an Iron Cross displayed at his neck.                                            |
| Fritz Petersen+                    | Luftwaffe    | Wachtmeister                                                  | Líder de armas do 6./Flak-Regiment 4 (motorizado)                                                  | 16 de novembro de 1942   | 438. Folhas de Carvalho 26 de março de 1944                                       | — |
| Heinrich Petersen                  | Kriegsmarine | Stabsobersteuermann                                           | Watch officer e coxswain on U-99                                                                   | 5 de novembro de 1940    | —                                                                                 | — |
| Heinrich Petersen                  | Heer         | Hauptmann                                                     | Comandante do I./Infanterie-Regiment 184                                                           | 6 de fevereiro de 1942   | —                                                                                 | — |
| Heinrich Petersen                  | Waffen-SS    | SS-Obersturmbannführer                                        | Comandante do SS-Gebirgsjäger-Regiment 1 "Prinz Eugen"                                             | 13 de novembro de 1943   | —                                                                                 | — |
| Otto Petersen                      | Waffen-SS    | SS-Hauptsturmführer                                           | Comandante do II./SS-Freiwilligen-Panzergrenadier-Regiment 49 "De Ruyter"                          | 11 de dezembro de 1944   | —                                                                                 | — |
| Rudolf Petersen+                   | Kriegsmarine | Korvettenkapitän                                              | Chief do 2. Schnellbootsflottille                                                                  | 4 de agosto de 1940      | 499. Folhas de Carvalho 13 de junho de 1944                                       | — |
| Rudolf Petershagen                 | Heer         | Oberstleutnant                                                | Comandante do II./Infanterie-Regiment 92 (motorizado)                                              | 20 de julho de 1942      | —                                                                                 | — |
| Georg Peterson                     | Heer         | Hauptmann da reserva                                          | Líder do Artillerie-Abteilung 929                                                                  | 27 de agosto de 1944     | —                                                                                 | — |
| Ernst Petzold                      | Luftwaffe    | Oberleutnant                                                  | Piloto no 5./Kampfgeschwader 54                                                                    | 17 de setembro de 1941   | —                                                                                 | — |
| Joachim Petzold                    | Luftwaffe    | Hauptmann                                                     | Gruppenkommandeur do I./Kampfgeschwader 27 "Boelcke"                                               | 18 de maio de 1943       | —                                                                                 | — |
| Armin Pfaffendorf                  | Luftwaffe    | Oberleutnant                                                  | Piloto no 1.(H)/Aufklärungs-Gruppe 13                                                              | 22 de maio de 1942       | —                                                                                 | — |
| Oskar Pfalzgraf                    | Heer         | Unteroffizier                                                 | Líder de pelotão no 5./Infanterie-Regiment 695                                                     | 7 de outubro de 1942     | —                                                                                 | — |
| Karl Pfannkuche                    | Heer         | Major                                                         | Comandante do II./Panzer-Regiment 33                                                               | 17 de março de 1945      | —                                                                                 | — |
| Josef Pfattischer                  | Heer         | Unteroffizier                                                 | Líder de Grupo no 8./Grenadier-Regiment 61                                                         | 4 de outubro de 1944     | —                                                                                 | — |
| Otto Pfau                          | Heer         | Hauptmann                                                     | Líder do I./Panzergrenadier-Regiment "Großdeutschland"                                             | 23 de março de 1945      | —                                                                                 | — |
| Max Pfeffer                        | Heer         | Generalleutnant                                               | Comandante do 297. Infanterie-Division                                                             | 4 de dezembro de 1941    | —                                                                                 | — |
| Karl Pfeffer-Wildenbruch+          | Waffen-SS    | SS-Obergruppenführer e General do Waffen-SS                   | Comandante geral do IX. SS-Gebirgskorps                                                            | 11 de janeiro de 1945    | 723. Folhas de Carvalho 1 de fevereiro de 1945                                    | A man wearing a military uniform. |
| Hellmuth Pfeifer+                  | Heer         | Oberstleutnant                                                | Comandante do Infanterie-Regiment 185                                                              | 26 de novembro de 1941   | 574. Folhas de Carvalho 5 de setembro de 1944                                     | — |
| Franz Pfeiffer                     | Heer         | Hauptmann                                                     | Chief do 15./Gebirgsjäger-Regiment 100                                                             | 13 de junho de 1941      | —                                                                                 | — |
| Dr. Georg Pfeiffer                 | Heer         | Generalleutnant                                               | Comandante do 94. Infanterie-Division                                                              | 15 de janeiro de 1943    | —                                                                                 | — |
| Hans Pfeiffer                      | Heer         | Leutnant da reserva                                           | Líder do 2./Pionier-Bataillon 97                                                                   | 26 de janeiro de 1942    | —                                                                                 | — |
| Hellmut Pfeiffer                   | Heer         | Hauptmann                                                     | Commander do II./Infanterie-Regiment 671                                                           | 19 de setembro de 1942   | —                                                                                 | — |
| Horst Pfeiffer                     | Heer         | Oberleutnant                                                  | Líder do I./Grenadier-Regiment 755                                                                 | 12 de janeiro de 1945    | —                                                                                 | — |
| Johannes Pfeiffer                  | Luftwaffe    | Oberleutnant                                                  | Staffelkapitän do 12.(Stuka)/Lehrgeschwader 1                                                      | 10 de outubro de 1941    | —                                                                                 | A man wearing a military uniform. |
| Karl Pfeiffer                      | Heer         | Oberleutnant                                                  | Deputy Líder do I./Grenadier-Regiment 435                                                          | 15 de março de 1944      | —                                                                                 | — |
| Johann Pfeil                       | Heer         | Hauptmann                                                     | Comandante do I./Grenadier-Regiment 80                                                             | 29 de fevereiro de 1944* | Morto em combate 13 de fevereiro de 1944                                          | — |
| Herbert Pfenning                   | Heer         | Leutnant da reserva                                           | Líder de pelotão no 4./Panzergrenadier-Regiment 25                                                 | 21 de setembro de 1944   | —                                                                                 | — |
| Arno Pfeuffer                      | Heer         | Rittmeister                                                   | Comandante do Aufklärungs-Abteilung 332                                                            | 7 de agosto de 1943      | —                                                                                 | — |
| Werner Pfitzer                     | Heer         | Leutnant                                                      | Líder das tropas de choque do 3./Schützen-Regiment 113                                             | 19 de julho de 1941      | —                                                                                 | — |
| Heinz Pfitzner                     | Heer         | Oberleutnant da reserva                                       | Chief do 2./Pionier-Bataillon 290                                                                  | 15 de janeiro de 1943    | —                                                                                 | — |
| Paul Pfizenmayer                   | Heer         | Hauptmann da reserva                                          | Chief do 3./Artillerie-Regiment 215                                                                | 3 de novembro de 1944    | —                                                                                 | — |
| Rudolf Pflanz                      | Luftwaffe    | Oberleutnant                                                  | Piloto no 1./Jagdgeschwader 2 "Richthofen"                                                         | 1 de agosto de 1941      | —                                                                                 | — |
| Kurt Pflieger                      | Heer         | Generalleutnant                                               | Comandante do 416. Infanterie-Division                                                             | 10 de fevereiro de 1945  | —                                                                                 | — |
| Johann Pflugbeil                   | Heer         | Generalleutnant                                               | Comandante do Mitau (Latvia)                                                                       | 12 de agosto de 1944     | —                                                                                 | — |
| Kurt Pflugbeil+                    | Luftwaffe    | Generalleutnant                                               | Comandante geral do IV. Fliegerkorps                                                               | 5 de outubro de 1941     | 562. Folhas de Carvalho 27 de agosto de 1944                                      | — |
| Helmut Pförtner                    | Waffen-SS    | SS-Untersturmführer da reserva                                | Líder do 6./SS-Regiment "Germania"                                                                 | 18 de janeiro de 1942    | —                                                                                 | — |
| Karl Pfreudtner                    | Heer         | Oberwachtmeister                                              | Líder de pelotão no 2./Sturmgeschütz-Abteilung 244                                                 | 10 de setembro de 1942   | —                                                                                 | — |
| Heinz Pfühl                        | Heer         | Wachtmeister da reserva                                       | Líder de esquadrão do 3./Divisions-Füsilier-Bataillon 362                                          | 5 de fevereiro de 1945   | —                                                                                 | — |
| Alexander von Pfuhlstein           | Heer         | Oberst                                                        | Comandante do Infanterie-Regiment 154                                                              | 17 de agosto de 1942     | —                                                                                 | — |
| Christian Philipp                  | Heer         | Generalleutnant                                               | Comandante do 8. Jäger Division                                                                    | 11 de março de 1945      | —                                                                                 | A man wearing a military uniform with various military decorations.                                                                               |
| Ernst Philipp+                     | Heer         | Oberleutnant                                                  | Chief do 4./Panzer-Regiment 1                                                                      | 28 de novembro de 1940   | 599. Folhas de Carvalho 30 de setembro de 1944                                    | — |
| Hans Philipp+                      | Luftwaffe    | Oberleutnant                                                  | Staffelkapitän do 4./Jagdgeschwader 54                                                             | 22 de outubro de 1940    | 33. Folhas de Carvalho 24 de agosto de 1941 8th Espadas 12 de março de 1942       | — |
| Hans-Otto Philipp                  | Kriegsmarine | Korvettenkapitän da reserva                                   | Chief do 1. Küstensicherungsverband                                                                | 31 de dezembro de 1944   | —                                                                                 | — |
| Wilhelm Philipp                    | Luftwaffe    | Oberfeldwebel                                                 | Piloto no 3./Jagdgeschwader 54                                                                     | 26 de março de 1944      | —                                                                                 | — |
| Alfred Philippi                    | Heer         | Oberst                                                        | Comandante do Grenadier-Regiment 535                                                               | 14 de maio de 1944       | —                                                                                 | — |
| Karl Philippi                      | Heer         | Oberst                                                        | Comandante do Infanterie-Regiment 207                                                              | 2 de novembro de 1941*   | Morto em combate 30 de outubro de 1941                                            | — |
| Karl Philipps                      | Heer         | Oberleutnant                                                  | Chief do 5./Panzergrenadier-Lehr-Regiment 901                                                      | 7 de abril de 1944       | —                                                                                 | — |
| Dipl.-Ing. Wilhelm Philipps        | Heer         | Generalleutnant                                               | Comandante do 3. Panzer-Division                                                                   | 5 de março de 1945       | —                                                                                 | — |
| Arthur Phleps+                     | Waffen-SS    | SS-Gruppenführer e Generalleutnant do Waffen-SS               | Comandante do SS-Division "Prinz Eugen"                                                            | 4 de julho de 1943       | 670. Folhas de Carvalho 24 de novembro de 1944                                    | — |
| Harry Phönix                       | Waffen-SS    | SS-Hauptsturmführer                                           | Comandante do II./SS-Artillerie-Regiment 8 "Florian Geyer"                                         | 21 de fevereiro de 1945  | —                                                                                 | — |
| Johann Pichler                     | Luftwaffe    | Fahnenjunker-Oberfeldwebel                                    | Piloto no 7./Jagdgeschwader 77                                                                     | 19 de agosto de 1944     | —                                                                                 | — |
| Alfred Picht                       | Heer         | Major da reserva                                              | Comandante do III./Panzer-Artillerie-Regiment 78                                                   | 9 de dezembro de 1944    | —                                                                                 | — |
| Gerhard Pick+                      | Heer         | Hauptmann                                                     | Comandante do II./Infanterie-Regiment 490                                                          | 2 de novembro de 1941    | 553. Folhas de Carvalho 19 de agosto de 1944                                      | — |
| Egbert Picker                      | Heer         | Oberst                                                        | Comandante do Gebirgsjäger-Regiment 98                                                             | 18 de novembro de 1941   | —                                                                                 | — |
| Wolfgang Pickert+                  | Luftwaffe    | Generalmajor                                                  | Comandante do 9. Flak-Division (motorizado)                                                        | 11 de janeiro de 1943    | 489. Folhas de Carvalho 5 de junho de 1944                                        | — |
| Karl Picus                         | Waffen-SS    | SS-Obersturmführer                                            | In SS-Panzer-Regiment 5 "Wiking"                                                                   | 17 de abril de 1945      | —                                                                                 | — |
| Alois Piechulla                    | Heer         | Gefreiter                                                     | Machine artilheiro do 2./Panzergrenadier-Regiment 33                                               | 11 de abril de 1943      | —                                                                                 | — |
| Friedrich Piefer                   | Heer         | Fahnenjunker-Oberfeldwebel                                    | Líder do 2./Grenadier-Regiment 464                                                                 | 2 de setembro de 1944    | —                                                                                 | — |
| Franz Piehler                      | Heer         | Hauptmann                                                     | Comandante do I./Jäger-Regiment 25 (L)                                                             | 6 de outubro de 1944     | —                                                                                 | — |
| Heinz Piekenbrock                  | Heer         | Generalmajor                                                  | Comandante do 208. Infanterie-Division                                                             | 4 de maio de 1944        | —                                                                                 | — |
| Hans Pielmeier                     | Luftwaffe    | Hauptmann                                                     | Deputy Comandante do leichte Flak-Abteilung 89 (motorizado)                                        | 20 de julho de 1944      | —                                                                                 | — |
| Adolf Piening                      | Kriegsmarine | Kapitänleutnant                                               | Comandante do U-155                                                                                | 13 de agosto de 1942     | —                                                                                 | — |
| Claus Pieper                       | Heer         | Oberleutnant da reserva                                       | Líder do 2./Panzer-Jäger-Abteilung 161                                                             | 24 de fevereiro de 1945  | —                                                                                 | — |
| Heinz Pieper                       | Heer         | Oberfeldwebel                                                 | Líder de pelotão no Grenadier-Regiment 230                                                         | 20 de janeiro de 1943*   | Morto em combate 16 de janeiro de 1943                                            | — |
| Heinz Pieper                       | Heer         | Unteroffizier                                                 | Líder de armas do 1./Panzer-Jäger-Abteilung 19                                                     | 17 de setembro de 1943*  | Morreu devido a ferimentos no dia 7 de setembro de 1943                           | — |
| Willi Pieper                       | Heer         | Sanitätsunteroffizier                                         | do Stabskompanie(Pionierzug)/Grenadier-Regiment 478                                                | 8 de abril de 1943       | —                                                                                 | — |
| Werner Pietsch                     | Heer         | Hauptmann da reserva                                          | Chief do 6./Panzer-Regiment 39                                                                     | 16 de novembro de 1943   | —                                                                                 | — |
| agosto Pietschmann                 | Heer         | Oberwachtmeister da reserva                                   | Nachrichtenstaffelführer (news or information squadron leader) do 8./Artillerie-Regiment 24        | 20 de outubro de 1944    | —                                                                                 | — |
| Karl Pietschmann                   | Heer         | Feldwebel                                                     | Líder de pelotão no Stabskompanie/Grenadier-Regiment 57                                            | 9 de junho de 1944*      | Morto em combate 19 de março de 1944                                              | — |
| Erich Pietzonka+                   | Luftwaffe    | Oberstleutnant                                                | Comandante do Fallschirmjäger-Regiment 7                                                           | 5 de setembro de 1944    | 584. Folhas de Carvalho 16 de setembro de 1944                                    | A man wearing a military uniform with an Iron Cross displayed at the front of his uniform collar.                                                 |
| Anton-Rudolf Piffer                | Luftwaffe    | Oberfeldwebel                                                 | Staffelführer do 2./Jagdgeschwader 1 "Oesau"                                                       | 20 de outubro de 1944*   | Morto em combate 17 de junho de 1944                                              | — |
| Hans Pikrot                        | Heer         | Leutnant                                                      | Líder do 2./Pionier-Bataillon 158                                                                  | 2 de setembro de 1944    | —                                                                                 | — |
| Hubert Pilarski+                   | Heer         | Oberfeldwebel                                                 | Líder de pelotão no 8.(MG)/Grenadier-Regiment 511                                                  | 4 de agosto de 1943      | 493. Folhas de Carvalho 9 de junho de 1944                                        | — |
| Karl Pilat                         | Heer         | Major                                                         | Comandante do III./Grenadier-Regiment 53                                                           | 14 de novembro de 1943   | —                                                                                 | — |
| Walter Pilz                        | Luftwaffe    | Feldwebel                                                     | Piloto no 5./Kampfgeschwader 55                                                                    | 24 de março de 1943      | —                                                                                 | — |
| Rolf Pingel                        | Luftwaffe    | Hauptmann                                                     | Gruppenkommandeur do I./Jagdgeschwader 26 "Schlageter"                                             | 14 de setembro de 1940   | —                                                                                 | — |
| Georg Pinkepank                    | Kriegsmarine | Korvettenkapitän                                              | Chief do 2. Räumbootflottille                                                                      | 12 de agosto de 1944     | —                                                                                 | — |
| Johannes Pintschovius              | Heer         | Hauptmann                                                     | Comandante do III./Infanterie-Regiment 202                                                         | 5 de maio de 1942        | —                                                                                 | — |
| Artur Pipan                        | Luftwaffe    | Oberleutnant                                                  | Staffelkapitän do 5./Sturzkampfgeschwader 1                                                        | 6 de abril de 1944       | —                                                                                 | — |
| Wilhelm Pirch                      | Heer         | Hauptmann                                                     | Líder do Panzer-Aufklärungs-Abteilung 11                                                           | 13 de setembro de 1943   | —                                                                                 | — |
| Ernst Pirhofer                     | Luftwaffe    | Obergefreiter                                                 | Richtkanonier (artilheiro) do 7./Flak-Regiment 43 (motorizado)                                     | 4 de maio de 1944        | —                                                                                 | — |
| Karl Pirner                        | Heer         | Feldwebel                                                     | Líder de pelotão no 10./Grenadier-Regiment 520                                                     | 21 de maio de 1943*      | Morto em combate 13 de março de 1943                                              | — |
| [Dr.] Herbert Piske                | Luftwaffe    | Oberleutnant                                                  | Staffelkapitän do 3./Schlachtgeschwader 10                                                         | 15 de março de 1945      | —                                                                                 | — |
| Walter Pitsch?                     | Waffen-SS    | SS-Hauptscharführer                                           | Líder de pelotão no 4./SS-Flak-Abteilung 1 "Leibstandarte SS Adolf Hitler"                         | 6 de maio de 1945        | —                                                                                 | — |
| Adolf Pittschellis                 | Waffen-SS    | SS-Sturmbannführer                                            | Comandante do SS-Panzer-Jäger-Abteilung 3 "Totenkopf"                                              | 23 de agosto de 1944     | —                                                                                 | — |
| Josef Pizala                       | Luftwaffe    | Hauptmann                                                     | Chief do 2./Flak-Regiment 111 (motorizado)                                                         | 17 de outubro de 1941*   | Morreu devido a ferimentos no dia 14 de outubro de 1941                           | — |
| Franz Placzek                      | Luftwaffe    | Oberfeldwebel                                                 | Observador no 2./Kampfgeschwader 55                                                                | 3 de abril de 1943       | —                                                                                 | — |
| Max Edler von der Planitz          | Heer         | Major da reserva                                              | Líder do Panzer-Jäger-Abteilung 161                                                                | 14 de fevereiro de 1945  | —                                                                                 | — |
| Albert Plapper                     | Luftwaffe    | Gefreiter                                                     | Líder de Grupo no 4./Fallschirm-Panzergrenadier-Regiment 2 "Hermann Göring"                        | 30 de novembro de 1944   | —                                                                                 | — |
| Anton-Detlev von Plato             | Heer         | Oberstleutnant im Generalstab (do General Staff)              | Ia (oficial de operações) do 5. Panzer-Division                                                    | 19 de agosto de 1944     | —                                                                                 | — |
| Reinhold Platta                    | Heer         | Obergefreiter                                                 | Machine artilheiro do 1./Grenadier-Regiment 309                                                    | 12 de dezembro de 1944   | —                                                                                 | — |
| Hubert Platz?                      | Heer         | Major                                                         | Commander Panzer-Artillerie-Regiment 89                                                            | 11 de maio de 1945       | —                                                                                 | — |
| Friedrich Platzer                  | Luftwaffe    | Oberleutnant                                                  | Staffelführer do 3./Sturzkampfgeschwader 2 "Immelmann"                                             | 5 de abril de 1942*      | Morto em acidente aereo no dia 16 de março de 1942                                | — |
| Josef Plein                        | Heer         | Obergefreiter                                                 | Líder de Grupo no 6./Grenadier-Regiment 545                                                        | 14 de abril de 1945      | —                                                                                 | — |
| Gerhard Pleiss                     | Waffen-SS    | SS-Obersturmführer                                            | Chief do 1./"Leibstandarte SS Adolf Hitler" (motorizado)                                           | 20 de abril de 1941      | —                                                                                 | |
| Kurt Plenzat+                      | Luftwaffe    | Oberfeldwebel                                                 | Piloto no 2./Sturzkampfgeschwader 2 "Immelmann"                                                    | 19 de setembro de 1943   | 712. Folhas de Carvalho 24 de janeiro de 1945                                     | — |
| Hans Plesch                        | Heer         | Leutnant da reserva                                           | Líder do 12./Infanterie-Regiment 6                                                                 | 21 de março de 1942      | —                                                                                 | — |
| Helmut Pleß                        | Luftwaffe    | Leutnant                                                      | Piloto no 4.(H)/Aufklärungs-Gruppe 31                                                              | 9 de junho de 1944       | —                                                                                 | — |
| Georg Graf von Plettenberg+        | Heer         | Rittmeister                                                   | Comandante do schwere Kavallerie-Abteilung 4                                                       | 12 de agosto de 1944     | 730. Folhas de Carvalho 5 de fevereiro de 1945                                    | — |
| Erich Plettner                     | Heer         | Hauptmann da reserva                                          | Líder do I./Grenadier-Regiment 507                                                                 | 1 de janeiro de 1944     | —                                                                                 | Black-and-white portrait of a man wearing a steel helmet, military uniform with an Iron Cross displayed at his neck.                              |
| Waldemar Plewig                    | Luftwaffe    | Hauptmann                                                     | Gruppenkommandeur do II./Sturzkampfgeschwader 77                                                   | 14 de dezembro de 1940   | —                                                                                 | — |
| Fritz Plickat                      | Heer         | Feldwebel                                                     | Líder de pelotão no 8./Panzer-Regiment "Großdeutschland"                                           | 9 de dezembro de 1944    | —                                                                                 | — |
| Peter-Paul Plinzner                | Heer         | Oberleutnant                                                  | Chief do 5./Panzer-Regiment 27                                                                     | 20 de outubro de 1941*   | Morreu devido a ferimentos no dia 17 de outubro de 1941                           | — |
| Fritz Pliska                       | Heer         | Oberfeldwebel                                                 | Líder de pelotão no 3./Panzer-Pionier-Bataillon 19                                                 | 26 de março de 1944      | —                                                                                 | — |
| Hermann Plocher+                   | Luftwaffe    | Generalmajor                                                  | Chief do Generalstab Luftflotte 3                                                                  | 22 de novembro de 1943   | (867.) Folhas de Carvalho 8 de maio de 1945?                                      | — |
| Karl-Heinrich Plöger               | Heer         | Oberleutnant                                                  | Chief do 6./Panzergrenadier-Regiment 14                                                            | 23 de março de 1945      | —                                                                                 | — |
| Werner Plöntzke                    | Heer         | Gefreiter                                                     | Machine artilheiro do 5./Panzergrenadier-Regiment 103                                              | 4 de julho de 1944       | —                                                                                 | — |
| Friedrich-Hans Plümer              | Heer         | Hauptmann                                                     | Comandante do I./Grenadier-Regiment 268                                                            | 28 de janeiro de 1943    | —                                                                                 | — |
| Karl-agosto Pochat                 | Heer         | Oberstleutnant                                                | Comandante do Aufklärungs-Abteilung 29                                                             | 5 de agosto de 1940      | —                                                                                 | — |
| Erich Podehl                       | Heer         | Oberfeldwebel                                                 | Líder de pelotão no Panzer-Jäger-Abteilung 349                                                     | 5 de abril de 1945       | —                                                                                 | — |
| Reinhold Podrasa                   | Heer         | Unteroffizier                                                 | Líder de pelotão no 3./Grenadier-Regiment 551                                                      | 31 de janeiro de 1945    | —                                                                                 | — |
| Heinz Pöhler                       | Heer         | Oberfeldwebel                                                 | Líder de pelotão no 1./Grenadier-Regiment 32                                                       | 2 de setembro de 1944    | —                                                                                 | — |
| Hermann Poehlmann                  | Luftwaffe    | Hauptmann                                                     | Comandante do I./Flak-Regiment 33                                                                  | 11 de fevereiro de 1945  | —                                                                                 | — |
| Georg Pöhner                       | Heer         | Unteroffizier                                                 | Líder de companhia do 6./Panzergrenadier-Regiment 33                                               | 21 de setembro de 1944   | —                                                                                 | — |
| Josef Pöhs                         | Luftwaffe    | Leutnant da reserva                                           | Piloto no 5./Jagdgeschwader 54                                                                     | 6 de agosto de 1941      | —                                                                                 | — |
| Gerhard Poel                       | Heer         | Generalmajor                                                  | Oberfeldkommandantur 400 e Comandante do Wilna                                                     | 16 de outubro de 1944    | —                                                                                 | — |
| Gustav Poel                        | Kriegsmarine | Kapitänleutnant                                               | Comandante do U-413                                                                                | 21 de março de 1944      | —                                                                                 | — |
| Konrad Pöllath                     | Luftwaffe    | Oberfeldwebel                                                 | Piloto no 2.(H)/Aufklärungs-Gruppe 12                                                              | 14 de janeiro de 1945    | —                                                                                 | — |
| Hubert Pölz+                       | Luftwaffe    | Leutnant da reserva                                           | Staffelführer do 7./Sturzkampfgeschwader 3                                                         | 5 de fevereiro de 1944   | 661st Folhas de Carvalho 25 de novembro de 1944                                   | — |
| Julius Pöppel                      | Heer         | Wachtmeister                                                  | Líder de pelotão no 5./Panzergrenadier-Regiment 26                                                 | 31 de dezembro de 1944   | —                                                                                 | — |
| Fritz Poerschke                    | Heer         | Hauptmann da reserva                                          | Líder do III./Infanterie-Regiment 446                                                              | 26 de agosto de 1942     | —                                                                                 | — |
| Johannes Pörschmann                | Heer         | Hauptmann                                                     | Comandante do Panzer-Pionier-Bataillon 13                                                          | 11 de março de 1945      | —                                                                                 | — |
| Franz Pöschl                       | Heer         | Hauptmann                                                     | Comandante do I./Gebirgsjäger-Regiment 100                                                         | 23 de fevereiro de 1944  | —                                                                                 | — |
| Michael Pössinger+                 | Heer         | Leutnant da reserva                                           | Líder de pelotão no 16./Gebirgsjäger-Regiment 98                                                   | 19 de julho de 1940      | 759. Folhas de Carvalho 28 de fevereiro de 1945                                   | — |
| Walter Pössl                       | Heer         | Major                                                         | Comandante do I./Panzer-Regiment "Großdeutschland"                                                 | 20 de abril de 1943      | —                                                                                 | Black-and-white portrait of a standing man wearing a cap e black military uniform with an Iron Cross displayed at his neck.                       |
| Georg Pöthig                       | Luftwaffe    | Oberfeldwebel                                                 | Radio operator do 8./Schlachtgeschwader 2 "Immelmann"                                              | 5 de setembro de 1944    | —                                                                                 | — |
| Werner Pötschke+                   | Waffen-SS    | SS-Hauptsturmführer                                           | Chief do 1./SS-Panzer-Regiment 1 "Leibstandarte SS Adolf Hitler"                                   | 4 de junho de 1944       | 783. Folhas de Carvalho 15 de março de 1945                                       | — |
| Joachim Pötter                     | Luftwaffe    | Hauptmann                                                     | Gruppenkommandeur do I./Kampfgeschwader 77                                                         | 16 de abril de 1942      | —                                                                                 | — |
| Eberhard Pohl                      | Heer         | Major                                                         | Comandante do I./Infanterie-Regiment 134                                                           | 17 de dezembro de 1942   | —                                                                                 | — |
| Franz Pohl                         | Heer         | Unteroffizier                                                 | Líder de armas do 14.(Panzerjäger)/Grenadier-Regiment 220                                          | 10 de setembro de 1944   | —                                                                                 | — |
| Günther Pohl                       | Heer         | Hauptmann                                                     | Comandante do Panzer-Jäger-Abteilung 712                                                           | 24 de fevereiro de 1945  | —                                                                                 | — |
| Maximilian Ritter von Pohl         | Luftwaffe    | General der Flieger                                           | Comandante geral do Luftwaffe in Mittelitalien (Itália central)                                    | 15 de junho de 1944      | —                                                                                 | — |
| Wilhelm Pohlmann                   | Heer         | Hauptmann                                                     | Líder do a Kampfgruppe in Führer-Begleit-Bataillon                                                 | 14 de março de 1943      | —                                                                                 | — |
| [Dr.] Heinrich Pohris              | Heer         | Leutnant da reserva                                           | Líder de pelotão no 3./Panzergrenadier-Regiment 12                                                 | 15 de abril de 1944      | —                                                                                 | — |
| Dr. rer. pol. Fritz Polack         | Heer         | Oberst                                                        | Comandante do Artillerie-Regiment 29 (motorizado)                                                  | 27 de agosto de 1943     | —                                                                                 | — |
| Harry Polewacz                     | Waffen-SS    | SS-Sturmbannführer                                            | Comandante do III./SS-Panzergrenadier-Regiment "Nordland"                                          | 23 de dezembro de 1942   | —                                                                                 | — |
| Matthias Poll                      | Heer         | Obergefreiter                                                 | Líder de companhia do 2./Pionier-Bataillon 186                                                     | 8 de agosto de 1943      | —                                                                                 | — |
| Johann Pollak                      | Heer         | Obergefreiter                                                 | Telephone operator do Stab of I./Grenadier-Regiment 434                                            | 4 de maio de 1944*       | Morto em combate 1 de abril de 1944                                               | — |
| [Dr.] Othmar Pollmann+             | Heer         | Major                                                         | Comandante do II./Grenadier-Regiment 481                                                           | 27 de agosto de 1943     | 760. Folhas de Carvalho 28 de fevereiro de 1945                                   | — |
| Otto Pollmann+                     | Kriegsmarine | Leutnant zur See da reserva                                   | Comandante do U-Jäger 2210 (22. U-Jagdflottille)                                                   | 19 de maio de 1943       | 461. Folhas de Carvalho 25 de abril de 1944                                       | — |
| Georg Pollner                      | Heer         | Oberfeldwebel                                                 | Líder de pelotão no 3./Panzer-Aufklärungs-Abteilung 110                                            | 3 de novembro de 1944    | —                                                                                 | — |
| Dr. jur. Herbert Pollow            | Heer         | Oberleutnant da reserva                                       | Deputy Líder do II./Infanterie-Regiment 479                                                        | 1 de agosto de 1942      | —                                                                                 | — |
| Heinz Polz                         | Luftwaffe    | Oberwachtmeister                                              | Líder de esquadrão de armas do Flak-Sturm-Regiment 241 (motorizado)                                | 1 de dezembro de 1944    | —                                                                                 | — |
| Hellmut Pommer                     | Heer         | Oberleutnant da reserva                                       | Chief do 1./Grenadier-Regiment 179                                                                 | 25 de julho de 1943*     | Morreu devido a ferimentos no dia 17 de julho de 1943                             | — |
| Gustav Ponath                      | Heer         | Oberstleutnant                                                | Comandante do MG-Bataillon 8                                                                       | 13 de abril de 1941      | —                                                                                 | — |
| Hans von Poncet                    | Heer         | Oberst                                                        | Comandante do Grenadier-Regiment 358                                                               | 8 de agosto de 1944      | —                                                                                 | — |
| Johann Pongratz                    | Heer         | Oberfeldwebel                                                 | Líder de pelotão no 2./Infanterie-Regiment 74                                                      | 4 de setembro de 1940    | —                                                                                 | — |
| Hermann Poppe                      | Heer         | Oberfeldwebel                                                 | Líder de pelotão no 13./Grenadier-Regiment 216                                                     | 23 de março de 1945      | —                                                                                 | — |
| Hinrich Poppinga                   | Heer         | Oberstleutnant                                                | Comandante do Infanterie-Regiment 131                                                              | 5 de fevereiro de 1942   | —                                                                                 | — |
| Theodor Populo                     | Heer         | Leutnant                                                      | Líder do 7./Schützen-Regiment 4                                                                    | 27 de julho de 1941      | —                                                                                 | — |
| Rudolf Porath                      | Kriegsmarine | Leutnant zur See da reserva                                   | Comandante do Vorpostenboot VP-1806 (18. Vorpostenflottille)                                       | 8 de outubro de 1941     | —                                                                                 | — |
| Günther Porsch                     | Luftwaffe    | Oberfeldwebel                                                 | Piloto e observador do 1.(H)/Aufklärungs-Gruppe 2                                                  | 20 de julho de 1944      | —                                                                                 | — |
| Johann Port                        | Heer         | Feldwebel                                                     | Líder de pelotão no 8.(MG)/Infanterie-Regiment 266                                                 | 25 de agosto de 1942     | —                                                                                 | — |
| Josef Portsteffen                  | Heer         | Oberfeldwebel                                                 | Líder das tropas de choque do 1./Pionier-Bataillon 51 (motorizado)                                 | 21 de maio de 1940       | —                                                                                 | — |
| Joachim Ritter von Poschinger      | Heer         | Major                                                         | Líder do Panzergrenadier-Lehr-Regiment 902                                                         | 25 de janeiro de 1945    | —                                                                                 | — |
| Leopold Poschusta                  | Heer         | Unteroffizier                                                 | Líder de pelotão no 2./Panzer-Füsilier-Regiment "Großdeutschland"                                  | 12 de novembro de 1943   | —                                                                                 | — |
| Fritz Poske                        | Kriegsmarine | Korvettenkapitän                                              | Comandante do U-504                                                                                | 6 de novembro de 1942    | —                                                                                 | — |
| Eduard Post                        | Heer         | Hauptmann da reserva                                          | Comandante do III./Grenadier-Regiment 744                                                          | 28 de fevereiro de 1945  | —                                                                                 | — |
| Martin Post                        | Heer         | Feldwebel                                                     | Líder de pelotão no 6./Panzergrenadier-Regiment 12                                                 | 21 de setembro de 1944   | —                                                                                 | — |
| Otto Post                          | Heer         | Oberleutnant                                                  | Chief do 1./Divisions-Füsilier-Bataillon 94                                                        | 29 de fevereiro de 1944  | —                                                                                 | — |
| Georg-Wilhelm Postel+              | Heer         | Oberst                                                        | Comandante do Infanterie-Regiment 364                                                              | 9 de agosto de 1942      | 215. Folhas de Carvalho 28 de março de 1943 57. Espadas 26 de março de 1944       | — |
| Hermann Potschka                   | Waffen-SS    | SS-Sturmbannführer da reserva                                 | Comandante do II./SS-Freiwilligen-Panzer-Artillerie-Regiment 11 "Nordland"                         | 26 de dezembro de 1944   | —                                                                                 | — |
| Fritz Prager                       | Luftwaffe    | Hauptmann                                                     | Comandante do II./Fallschirmjäger-Regiment 1                                                       | 24 de maio de 1940       | —                                                                                 | — |
| Otto Prager                        | Waffen-SS    | SS-Sturmbannführer e Major do Schutzpolizei                   | Líder do SS-Polizei-Panzergrenadier-Regiment 7                                                     | 9 de dezembro de 1944    | —                                                                                 | — |
| Heinrich Praßdorf                  | Kriegsmarine | Obermaschinist                                                | Lead machinist on U-1203                                                                           | 21 de abril de 1945      | —                                                                                 | — |
| Albert Praun                       | Heer         | Generalleutnant                                               | Comandante do 129. Infanterie-Division                                                             | 27 de outubro de 1943    | —                                                                                 | — |
| Johann Prchal                      | Heer         | Unteroffizier                                                 | Líder de Grupo no 7./Grenadier-Regiment 448                                                        | 12 de novembro de 1943   | —                                                                                 | — |
| Alexander Preinfalk                | Luftwaffe    | Unteroffizier                                                 | Piloto no 5./Jagdgeschwader 77                                                                     | 14 de outubro de 1942    | —                                                                                 | — |
| Armin Preiss                       | Heer         | Oberleutnant da reserva                                       | Chief do 9./Grenadier-Regiment 520                                                                 | 2 de novembro de 1943*   | Morto em combate 30 de setembro de 1943                                           | — |
| Josef Preiß                        | Heer         | Oberjäger                                                     | Líder de Grupo no 15./Jäger-Regiment 227                                                           | 20 de abril de 1945      | —                                                                                 | — |
| Josef Prentl+                      | Luftwaffe    | Oberleutnant                                                  | Chief do 2./Flak-Regiment 231                                                                      | 21 de outubro de 1942    | (851.) Folhas de Carvalho 28 de abril de 1945                                     | — |
| Heinrich Press                     | Heer         | Hauptmann                                                     | Comandante do II./Grenadier-Regiment 105                                                           | 16 de outubro de 1944    | —                                                                                 | — |
| Gustav Preßler+                    | Luftwaffe    | Hauptmann                                                     | Gruppenkommandeur do III./Sturzkampfgeschwader 2 "Immelmann"                                       | 4 de fevereiro de 1942   | 188. Folhas de Carvalho 26 de janeiro de 1943                                     | — |
| Theodor Preu                       | Heer         | Oberst                                                        | Comandante do Grenadier-Regiment 21                                                                | 9 de janeiro de 1944     | —                                                                                 | — |
| Carl Preuß                         | Heer         | Oberleutnant                                                  | Líder do 6./Grenadier-Regiment 272                                                                 | 14 de fevereiro de 1945  | —                                                                                 | — |
| Ernst Preuß                        | Heer         | Stabsfeldwebel                                                | Aide-de-camp do III./Grenadier-Regiment 53                                                         | 17 de dezembro de 1943   | —                                                                                 | — |
| Georg Preuß                        | Waffen-SS    | SS-Obersturmführer                                            | Líder do 10.(gepanzert)/SS-Panzergrenadier-Regiment 2 "Leibstandarte SS Adolf Hitler"              | 5 de fevereiro de 1945   | —                                                                                 | — |
| Wilhelm Preussler                  | Heer         | Oberfeldwebel                                                 | Líder de pelotão no 12./Grenadier-Regiment 12                                                      | 9 de junho de 1944*      | Morto em combate 9 de abril de 1944                                               | — |
| Otto Priem                         | Heer         | Oberleutnant                                                  | Chief do 10./Grenadier-Regiment 501                                                                | 16 de abril de 1943      | —                                                                                 | — |
| Günther Prien+                     | Kriegsmarine | Kapitänleutnant                                               | Comandante do U-47                                                                                 | 18 de outubro de 1939    | 5. Folhas de Carvalho 20 de outubro de 1940                                       | A smiling Prien is seen on deck, wearing his navy uniform.                                                                                        |
| Peter Prien?                       | Heer         | Oberleutnant da reserva                                       | Líder do Stabskompanie do 2. Panzer-Division                                                       | 9 de maio de 1945        | —                                                                                 | — |
| Helmuth Prieß                      | Heer         | Generalleutnant                                               | Comandante do 121. Infanterie-Division                                                             | 7 de março de 1944       | —                                                                                 | — |
| Hermann Prieß+                     | Waffen-SS    | SS-Oberführer                                                 | Comandante do Artillerie-Regiment do SS-Panzergrenadier-Division "Totenkopf"                       | 28 de abril de 1943      | 297. Folhas de Carvalho 9 de setembro de 1943 65th Espadas 24 de abril de 1944    | Black-and-white portrait of a man wearing a military uniform with an Iron Cross displayed at his neck.                                            |
| Günter Prill                       | Heer         | Oberleutnant                                                  | Chief do 3./Grenadier-Regiment 51 (motorizado)                                                     | 18 de janeiro de 1944    | —                                                                                 | — |
| Josef Priller+                     | Luftwaffe    | Oberleutnant                                                  | Staffelkapitän do 6./Jagdgeschwader 51                                                             | 19 de outubro de 1940    | 28. Folhas de Carvalho 20 de julho de 1941 73rd Espadas 2 de julho de 1944        | — |
| Hugo Primozic+                     | Heer         | Wachtmeister                                                  | Líder de pelotão no 2./Sturmgeschütz-Abteilung 667                                                 | 19 de setembro de 1942   | 185. Folhas de Carvalho 25 de janeiro de 1943                                     | — |
| Josef Prinner                      | Heer         | Generalleutnant                                               | Höherer Artilleriekommandeur 311                                                                   | 11 de janeiro de 1945    | —                                                                                 | — |
| Karl-Heinz Prinz                   | Waffen-SS    | SS-Sturmbannführer                                            | Comandante do II./SS-Panzer-Regiment 12 "Hitlerjugend"                                             | 11 de julho de 1944      | —                                                                                 | — |
| Kurt Prinz                         | Heer         | Oberleutnant                                                  | Líder do I./Grenadier-Regiment 164                                                                 | 14 de abril de 1945      | —                                                                                 | — |
| Bernhard von Prittwitz und Gaffron | Heer         | Oberstleutnant                                                | Líder do Grenadier-Regiment 586                                                                    | 24 de junho de 1944*     | Morto em combate 25 de abril de 1944                                              | — |
| Klaus Pritzel                      | Luftwaffe    | Hauptmann                                                     | Staffelkapitän do 2.(F)/Aufklärungs-Gruppe des Oberkommando der Luftwaffe                          | 15 de outubro de 1942    | —                                                                                 | — |
| Heinz Probst                       | Luftwaffe    | Unteroffizier                                                 | Líder de pelotão no Fallschirm-Panzergrenadier-Regiment 1 "Hermann Göring"                         | 26 de março de 1945      | —                                                                                 | — |
| Theodor Probst                     | Heer         | Oberfeldwebel                                                 | Líder de pelotão no 12.(MG)/Grenadier-Regiment 519                                                 | 20 de abril de 1943      | —                                                                                 | — |
| Ernst Prochaska                    | Heer         | Leutnant da reserva                                           | Líder do 8./Lehr-Regiment z.b.V. 800 "Brandenburg"                                                 | 16 de setembro de 1942*  | Morto em combate 9 de agosto de 1942                                              | — |
| Alois Prochazka                    | Heer         | Leutnant                                                      | Líder do 10./Infanterie-Regiment 38                                                                | 24 de junho de 1940      | —                                                                                 | — |
| Robert Freiherr von Prochazka      | Heer         | Hauptmann                                                     | Líder de departamento no Werfer-Regiment 55                                                        | 19 de dezembro de 1943   | —                                                                                 | — |
| Georg Proehl                       | Heer         | Rittmeister                                                   | Chief do 2./Jäger-Regiment 39 (L)                                                                  | 9 de dezembro de 1944    | —                                                                                 | — |
| Günther Pröhl                      | Heer         | Hauptmann da reserva                                          | Líder do Panzer-Jäger-Abteilung 290                                                                | 10 de janeiro de 1942    | —                                                                                 | — |
| Karl Pröll+                        | Heer         | Hauptmann                                                     | Comandante do II./Panzergrenadier-Regiment 63                                                      | 30 de janeiro de 1943    | 715. Folhas de Carvalho 25 de janeiro de 1945                                     | — |
| Erwin Prössl                       | Luftwaffe    | Leutnant                                                      | Piloto no 4.(H)/Aufklärungs-Gruppe 31                                                              | 29 de fevereiro de 1944  | —                                                                                 | — |
| Bodo Proetzel                      | Luftwaffe    | Oberleutnant                                                  | Observador no 2.(F)/Aufklärungs-Gruppe 11                                                          | 4 de agosto de 1944      | —                                                                                 | — |
| Herbert Proll                      | Heer         | Hauptmann                                                     | Comandante do I./Grenadier-Regiment 106                                                            | 9 de junho de 1944       | —                                                                                 | — |
| Ludwig Promesberger                | Heer         | Obergefreiter                                                 | Machine artilheiro do 8./Panzergrenadier-Regiment 103                                              | 14 de maio de 1944       | —                                                                                 | — |
| Hans Prominski                     | Luftwaffe    | Oberleutnant                                                  | Observador no 2.(F)/Aufklärungs-Gruppe 22                                                          | 8 de agosto de 1944      | —                                                                                 | — |
| Friedrich-Wilhelm Proske           | Heer         | Oberleutnant                                                  | Chief do 1.(Radfahr)/Infanterie-Regiment 84                                                        | 12 de abril de 1942      | —                                                                                 | — |
| Emil Pross                         | Heer         | Hauptmann                                                     | Líder do II./Grenadier-Regiment 62                                                                 | 30 de setembro de 1944   | —                                                                                 | — |
| Walter Prüger                      | Luftwaffe    | Oberleutnant                                                  | Staffelführer do 2./Küstenfliegergruppe 606                                                        | 5 de janeiro de 1943*    | Morto em combate 6 de julho de 1942                                               | — |
| Karl Prümm                         | Heer         | Oberleutnant                                                  | Chief do 7./Grenadier-Regiment 105                                                                 | 21 de maio de 1943       | —                                                                                 | — |
| Walter Prüß+                       | Heer         | Leutnant                                                      | Líder do 6./Grenadier-Regiment 76 (motorizado)                                                     | 10 de setembro de 1944   | 796. Folhas de Carvalho 23 de março de 1945                                       | — |
| Willi Pruß                         | Heer         | Oberst                                                        | Comandante do Grenadier-Regiment 670                                                               | 5 de fevereiro de 1945   | —                                                                                 | — |
| Felix Przedwojewski                | Waffen-SS    | SS-Unterscharführer                                           | Líder de armas do 2./SS-Sturmgeschütz-Abteilung 3 "Totenkopf"                                      | 16 de dezembro de 1943   | —                                                                                 | — |
| Kurt Przyklenk                     | Heer         | Oberfeldwebel                                                 | Líder de tropas de reconhecimento do 1./Panzer-Aufklärungs-Abteilung 40                            | 1 de agosto de 1941      | —                                                                                 | — |
| Rudolf Puchinger                   | Luftwaffe    | Oberleutnant                                                  | Staffelkapitän do 8./Kampfgeschwader 6                                                             | 24 de janeiro de 1943    | —                                                                                 | — |
| Carl Püchler                       | Heer         | Oberst                                                        | Comandante do Infanterie-Regiment 228                                                              | 20 de dezembro de 1941   | —                                                                                 | — |
| Theodor Pültz                      | Heer         | Leutnant da reserva                                           | Líder de pelotão no 5./Panzer-Aufklärungs-Abteilung 9                                              | 10 de agosto de 1943     | —                                                                                 | — |
| Dr. Martin Püschel                 | Heer         | Major                                                         | Comandante do II./Schützen-Regiment 33                                                             | 8 de agosto de 1941      | —                                                                                 | — |
| Heinrich Püttcher                  | Heer         | Leutnant da reserva                                           | Líder de Companhia in Panzer-Pionier-Bataillon 86                                                  | 14 de abril de 1945      | —                                                                                 | — |
| Günther Pulst                      | Kriegsmarine | Oberleutnant zur See                                          | Comandante do U-978                                                                                | 21 de dezembro de 1944   | —                                                                                 | — |
| Paul Punkt                         | Heer         | Oberleutnant                                                  | Chief do 3./Heeres-Pionier-Bataillon 753                                                           | 11 de março de 1945      | —                                                                                 | — |
| Nikolaus Purklis                   | Heer         | Unteroffizier                                                 | Líder de Grupo no 6./Grenadier-Regiment 430                                                        | 28 de outubro de 1944    | —                                                                                 | — |
| Emil Pusch!                        | Luftwaffe    | Oberfeldwebel                                                 | Piloto in Nachtjagdgeschwader 2                                                                    | 9 de novembro de 1944    | —                                                                                 | — |
| Herbert Puschmann                  | Luftwaffe    | Hauptmann                                                     | Staffelkapitän do 6./Jagdgeschwader 51 "Mölders"                                                   | 5 de abril de 1944*      | Morto em combate 3 de fevereiro de 1944                                           | — |
| Dietrich Puttfarken                | Luftwaffe    | Oberleutnant                                                  | Piloto no 1./Kampfgeschwader 51                                                                    | 7 de outubro de 1942     | —                                                                                 | — |
| Helmut Putz                        | Luftwaffe    | Oberleutnant                                                  | Piloto no II./Kampfgeschwader 27 "Boelcke"                                                         | 19 de setembro de 1942   | —                                                                                 | — |
| Erich Putzka                       | Luftwaffe    | Hauptmann                                                     | Staffelkapitän do 3.(F)/Aufklärungs-Gruppe 121                                                     | 9 de dezembro de 1942    | —                                                                                 | — |